# Влатко Вукович Косача
Влатко Вукович Косача (на босненски: Vlatko Vuković Kosača) е представител на династията Косача и велик войвода на босненския крал Твръдко I.
Той е син на основателя на династията Вук Косача. След смъртта на баща си Влатко наследява неговите имения и става верен васал на босненския крал. Когато през 1388 г. османците нападат Босна, Влатко предвожда босненските войски и разбива неприятеля в битката при Билеча, с което забавя османското настъпление в страната. Влатко също така оглавява войската изпратена в помощ на Лазар Хребелянович в Косовската битка на 15 юни 1389 г., в която командвал левия фланг на обединените християнски сили. Той бил един от малцината оцелели християнски военачалници и макар че днес тази битка се разглежда като разгром на християнския съюз, Влатко, връщайки се в Босна, съобщил на крал Твъртко I, че християните са победили заради големите загуби, които претърпели османците, което забавило по-нататъшното им настъпление.
Починал през 1392 г. и гробът му се намира в некропола Радимиля близо до Столац, Босна и Херцеговина. На надгробната му стечка е изписано: „Ase leži dobri junak i čovjek Vlatko Vuković“. Бил наследен от племенника си Сандал Косача.